# 近藤光
近藤 光（こんどう ひかる、1969年12月2日 - ）は、日本のアニメーションプロデューサー、アニメ演出家・監督、脚本家、音響監督。ユーフォーテーブル有限会社代表取締役社長及び韓国法人会長。徳島県出身。

## 来歴
20代前半の頃は、ゲームなどの本を書く仕事についていた。その後、東京ムービー新社（現：トムス・エンタテインメント）やその子会社であるテレコム・アニメーションフィルム（以下、テレコム）で『スパイダーマン』や『ルパン三世 くたばれ!ノストラダムス』などで制作進行を務めた。テレコム退社後は映像コンテンツ会社のステップ映像で制作プロデューサーを務め、1999年に独立した。
近藤が「自身が25歳だったらいたいと思う会社を作りたい」とスタッフを集め友人の住む北池袋の古いマンションの四畳半部分に作業机を2台持ち込み、ufotableを設立。2000年10月に法人登記し、同社の代表取締役社長に就任した。
2006年からは、ufotable Cafeをオープン。これは近藤がufotableを設立した当初から制作者とファンとの交流の場となるギャラリーカフェを経営したいと考えており、またスタッフの士気の向上、食生活の改善のためにカフェを設立したと語っている。その後も新宿区、徳島市、名古屋市、北九州市にカフェやダイニングをオープン。さらに徳島市に映画館「ufotable CINEMA」を建設するなどアニメーション制作以外の経営にも取り組む。
2009年からは自身の出身地である徳島県への地域協力を積極的に行い、徳島市内にスタジオを開設。県や市などの行政と連携した仕事を多く請けている。また、アニメやゲームなどのエンターテインメントが集うイベント「マチ★アソビ」を徳島市で開催。総合プロデューサーとして全体の企画制作を担う。マチとは徳島駅周辺を現す県民ローカルワードであり、会場は駐車場やライブ会場のハンデがありながらもあえて眉山山頂や新町川周辺に設定されている。これは近藤の「昔のようにマチに人々があふれるにぎわいをとりもどせたら」という思いが込められている。
2014年には、「マチ★アソビ」における功績により、第50回徳島新聞賞において、徳島への功績が著しい県内外の個人に贈られる特別賞を受賞した。
徳島県観光政策課に「マチ★アソビ」の企画を管理するアニメまつり実行委員会を設立し会長を務めていたが、2019年5月13日に実行委員会会長を辞任していたことが明らかとなる。徳島県によると辞任の申し出は4月中旬であったという。
本人の公式Twitterアカウントによるツイートは2019年3月10日で止まっている。

## 製作
ufotable制作作品の全てで制作プロデューサーを務め、監督や絵コンテ、シリーズ構成を担当することもある。また、ノークレジット、もしくはufotable名義で絵コンテ・演出、脚本に関わることもある。
自身がプロデュースする作品では、テレビアニメ、劇場作品といった形式にこだわらないフィルム作りを心掛けている。また、アニメ業界では主流の制作形式である各セクションの分業制に否定的であり、良い作品を作るためにはスタッフ同士が近い距離で、日々コミュニケーションを取りながら切磋琢磨していく環境が必要だという考え方から、ufotable内に映像制作に必要な全セッションを設立し、原作者や音楽家も含め全てのセクションの関係者が意見を出しやすい環境を作ることを目的に製作の内製化に注力している。
音響効果や音楽演出にこだわる傾向があり、音楽の発注や選曲作業、映像に合わせて音楽を制作する「フィルムスコアリング」などを担当することが多い。また、自身が脚本を務める場合には、作中にどの挿入歌をどのタイミングで使用するか、どこからテロップを流すかまで、音響段階の作業をすべて脚本段階から決めて書き込む傾向がある。その影響もあり、2016年以降のufotable作品では音響監督を務めている。
初期の作品では逢瀬 祭（おうせ まつり）のペンネームでufotableが制作するアニメの脚本、絵コンテ、楽曲の作詞などに関わり、TVアニメ『フタコイ オルタナティブ』で監督デビュー。その奇抜な展開が評価され、第9回文化庁メディア芸術祭では審査委員会推薦作品に選出さた。また、この作品がアニプレックスの岩上敦宏やTYPE-MOONの奈須きのこ、武内崇、奈須の担当編集者であった太田克史にも評価され、『TYPE-MOON×ufotable プロジェクト』企画立ち上げに繋がる。
近藤光名義では、『劇場版 空の境界 終章』やゲーム『ブラック★ロックシューター THE GAME』OPアニメーションで監督・絵コンテを務めたほか、『劇場版 空の境界 第七章 殺人考察（後）』では近藤を中心に複数の演出家と共に共同監督・絵コンテを務めた。2016年以降は脚本も務め、TVアニメ『テイルズ オブ ゼスティリア ザ クロス』ではストーリーディレクター・脚本として全26話の脚本を担当したほか多くの役職を一人で兼任した。また、『活撃 刀剣乱舞』や『おへんろ。第2期 「歴史探究阿波踊り編」』のメインシナリオも執筆している。

## 作品リスト

### テレビアニメ・劇場アニメ・OVA
1993年
- スパイダーマン（制作進行）

1995年
- ルパン三世 くたばれ!ノストラダムス（制作進行）

1999年
- トラブルチョコレート（制作プロデューサー）

2002年
- Weiß kreuz Glühen（制作プロデューサー）

2003年
- 住めば都のコスモス荘 すっとこ大戦ドッコイダー（制作プロデューサー）
- 踊る大捜査線 THE MOVIE 2 レインボーブリッジを封鎖せよ!（アニメーションプロデューサー）

2004年
- NITABOH 仁太坊-津軽三味線始祖外聞（協力プロデューサー）
- 蒼い海のトリスティア（制作プロデューサー）
- ニニンがシノブ伝（制作プロデューサー）

2005年
- フタコイ オルタナティブ（制作プロデューサー、（逢瀬祭 名義）総監督、第5話脚本・第8・11話絵コンテ・エンディングテーマ作詞）

2006年
- コヨーテ ラグタイムショー（企画・制作プロデューサー、（逢瀬祭 名義）ストーリーディレクター、第3〜12話脚本、OP・ED作詞）

2007年
- がくえんゆーとぴあ まなびストレート!（制作プロデューサー、（逢瀬祭 名義）校歌作詞）
- テイルズ オブ シンフォニア THE ANIMATION（2007年 - 2012年、制作プロデューサー）

2009年
- 劇場版 空の境界Remix -Gate of seventh heaven-（プロデューサー、制作プロデューサー、ディレクター）
- 劇場版 空の境界第七章　殺人考察（後）（プロデューサー、制作プロデューサー、監督（瀧沢進介名義）、絵コンテ）

2010年
- 劇場版 空の境界終章（プロデューサー、制作プロデューサー、監督、絵コンテ）
- トリコ（制作プロデューサー）
- 『アニメ店長10周年プロジェクト』 プロジェクト1 アニメ店長新CM映像 「アニメ店長激情版」（制作プロデューサー）
- 『アニメ店長10周年プロジェクト』 プロジェクト3 アニメ店長コラボ10番勝負ROUND 1 「アニメ店長×東方Project」（制作プロデューサー）

2011年
- 百合星人ナオコサン（プロデューサー、制作プロデューサー）
- ギョ（プロデューサー、制作プロデューサー）
- みのりスクランブル!（プロデューサー・制作プロデューサー、（逢瀬祭 名義）OP・ED作詞）
- Fate/Zero（2011年 - 2012年、プロデューサー・制作プロデューサー、OP絵コンテ）
- 桜の温度（制作プロデューサー）

2013年
- 劇場版 空の境界 俯瞰風景3D（3Dプロジェクトディレクター）
- Fate/ゼロカフェ（『劇場版 空の境界 俯瞰風景3D』と同時上映）（総監督、制作プロデューサー、共同脚本）
- 劇場版 空の境界 未来福音（プロデューサー・制作プロデューサー）
- 劇場版 空の境界 未来福音 extra chorus（『劇場版 空の境界 未来福音』と同時上映）（プロデューサー、制作プロデューサー）
- 魔女っこ姉妹のヨヨとネネ（製作、プロデューサー、制作プロデューサー）

2014年
- Fate/stay night [Unlimited Blade Works]（2014年 - 2015年、プロデューサー、制作プロデューサー）
- テイルズ オブ ゼスティリア 〜導師の夜明け〜（制作プロデューサー、脚本（ufotable名義））

2015年
- ゴッドイーター（2015年 - 2016年、 企画・プロデューサー、制作プロデューサー）

2016年
- テイルズ オブ ゼスティリア ザ クロス（2016年 - 2017年、企画、プロデューサー、制作プロデューサー、音響監督、音楽演出、主題歌監修、ストーリーディレクター、脚本、絵コンテ、絵コンテ協力）
- Fate/ゼロカフェ第2弾（総監督、制作プロデューサー）

2017年
- 活撃 刀剣乱舞（企画、プロデューサー、制作プロデューサー、音響監督、脚本（1話、2話、3話、5話、8話、11話、12話、13話）、共同脚本（4話、10話））
- 劇場版 Fate/stay night ［Heaven's Feel］ 全三章（2017年 - 2020年、プロデューサー、制作プロデューサー、音響監督）
- Fate/Grand Order × 氷室の天地 〜7人の最強偉人篇〜（制作プロデューサー、音響監督）
- 衛宮さんちの今日のごはん（2017年 - 2018年、企画、プロデューサー、制作プロデューサー、音響監督、全話共同脚本）

2019年
- 鬼滅の刃 竈門炭治郎 立志編（企画、プロデューサー、制作プロデューサー）

2020年
- 劇場版 鬼滅の刃 無限列車編（制作プロデューサー）

2021年
- 鬼滅の刃 無限列車編（制作プロデューサー）
- 鬼滅の刃 遊郭編（制作プロデューサー）

2023年
- 鬼滅の刃 刀鍛冶の里編（制作プロデューサー）

2024年
- 鬼滅の刃 柱稽古編（制作プロデューサー、音楽演出）

2025年
- アニメ「鬼滅の刃」×「MLB Tokyo Series presented by Guggenheim」コラボレーションムービー（総監督・コンテンツプラン・脚本・音響監督・制作プロデューサー）
- 劇場版 鬼滅の刃 無限城編 第一章（総監督）

### ゲームアニメーション
2004年
- シンフォニック=レイン（制作プロデューサー）
- サモンナイト クラフトソード物語2（制作プロデューサー）

2005年
- サモンナイトエクステーゼ 夜明けの翼（制作プロデューサー）

2006年
- ドラゴンシャドウスペル（制作プロデューサー）
- 魔界戦記ディスガイア2（制作プロデューサー）

2008年
- 魔界戦記ディスガイア3（制作プロデューサー）
- 大乱闘スマッシュブラザーズX（ムービーパート 絵コンテ）
- ノスタルジオの風（制作プロデューサー）

2009年
- ミマナイアルクロニクル（制作プロデューサー）

2010年
- サモンナイトグランテーゼ 滅びの剣と約束の騎士（制作プロデューサー）
- ゴッドイーター（制作プロデューサー）
- ゴッドイーター バースト（制作プロデューサー）

2011年
- ブラック★ロックシューター THE GAME（監督・制作プロデューサー、絵コンテ）
- テイルズ オブ エクシリア（アニメーションプロデューサー）

2012年
- テイルズ オブ エクシリア2（アニメーションプロデューサー）
- Fate/stay night [Réalta Nua]（制作プロデューサー）

2013年
- サモンナイト5（制作プロデューサー）
- ゴッドイーター2（制作プロデューサー）

2014年
- Fate/hollow ataraxia（制作プロデューサー）

2015年
- テイルズ オブ ゼスティリア（アニメーションプロデューサー）

2016年
- テイルズ オブ ベルセリア（アニメーションプロデューサー）

2019年
- CODE VEIN（制作プロデューサー）

### テレビ・実写映画
- 踊る大捜査線 THE MOVIE 2 レインボーブリッジを封鎖せよ!（2003年、アニメーション制作プロデューサー）
- おへんろ。〜八十八歩記〜（2014年、アニメーションプロデューサー）
- アニメギルド OPアニメーション（2017年、プロデューサー）

## アニメーション以外の活動

### 小説
- 舞台は阿佐ヶ谷住宅（作：近藤光、イラスト：滝口禎一、彩色：海老沢一男、講談社BOX webサイトにて不定期連載中）
  - 第1話
  - 第2話 - 2009年6月5日掲載
  - 第3話 - 2010年7月13日掲載

### コラム
- おへんろ。第2期 『歴史探究阿波踊り編』（原作：ufotable、イラスト：永森雅人、徳島新聞朝刊にて2017年5月23日より毎週火曜日連載） - テキスト
- おへんろ。第3期『歴史探究サイクリング編』（原作：ufotable、イラスト：永森雅人、徳島新聞朝刊にて2018年10月30日より毎週火曜日連載） - 第73話テキスト（2020年4月14日掲載分）

### 作詞
- Aimer「太陽が昇らない世界」（2025年7月23日発売）※劇場版『鬼滅の刃 無限城編 第一章 猗窩座再来』主題歌[19]